# (31674) 1999 JD9
1999 JD9 (asteroide 31674) é um asteroide da cintura principal. Possui uma excentricidade de 0.07403570 e uma inclinação de 14.29468º.
Este asteroide foi descoberto no dia 7 de maio de 1999 por CSS em Catalina.